# Kashinia
Kashinia je izumrli prapovijesni ptičji rod. Navodno pripada redu plamenaca. Nije puno poznato o njemu, jer samo postoje njegovi fosilni ostaci.